# Bruno Zumino
Bruno Zumino (28. dubna 1923 Řím – 21. června 2014 Berkeley) byl italský teoretický fyzik na Kalifornské univerzitě v Berkeley. Vystudoval na Univerzitě La Sapienza v Římě, kde v roce 1945 získal doktorát. V roce 1985 byl zvolen do Národní akademie věd Spojených států amerických, roku 1989 obdržel medaili Maxe Plancka.
Spolu s Gerhartem Lüdersem objevili a dokázali CPT teorém, tedy, že pro všechny fyzikální jevy musí platit CPT symetrie. Dále je významná jeho práce v systematizaci efektivních chirálních Lagrangiánů. S Juliem Wessem objevili Wessův-Zuminův model , první čtyřdimenzionální supersymetrickou kvantovou teorii pole s Boseho-Fermiho degenerací. A v oblasti supersymetrií je rovněž spoluautorem Wessova-Zuminova-Wittenova modelu, který kodifikuje strukturní chirální anomálie konformní teorie pole.